# 祖谷川
祖谷川是位於日本德島縣西部山區的河川，為吉野川水系的支流；發源自劍山西側，經東祖谷、西祖谷山村地區後，於山城町下川地區匯入吉野川，全長53.8公里，都位於三好市轄區內。沿途經過劍山國定公園、祖谷溪、奧祖谷二重蔓橋、蔓橋、新祖谷溫泉、祖谷溫泉、小便小僧等多個觀光景點。

## 相關圖片

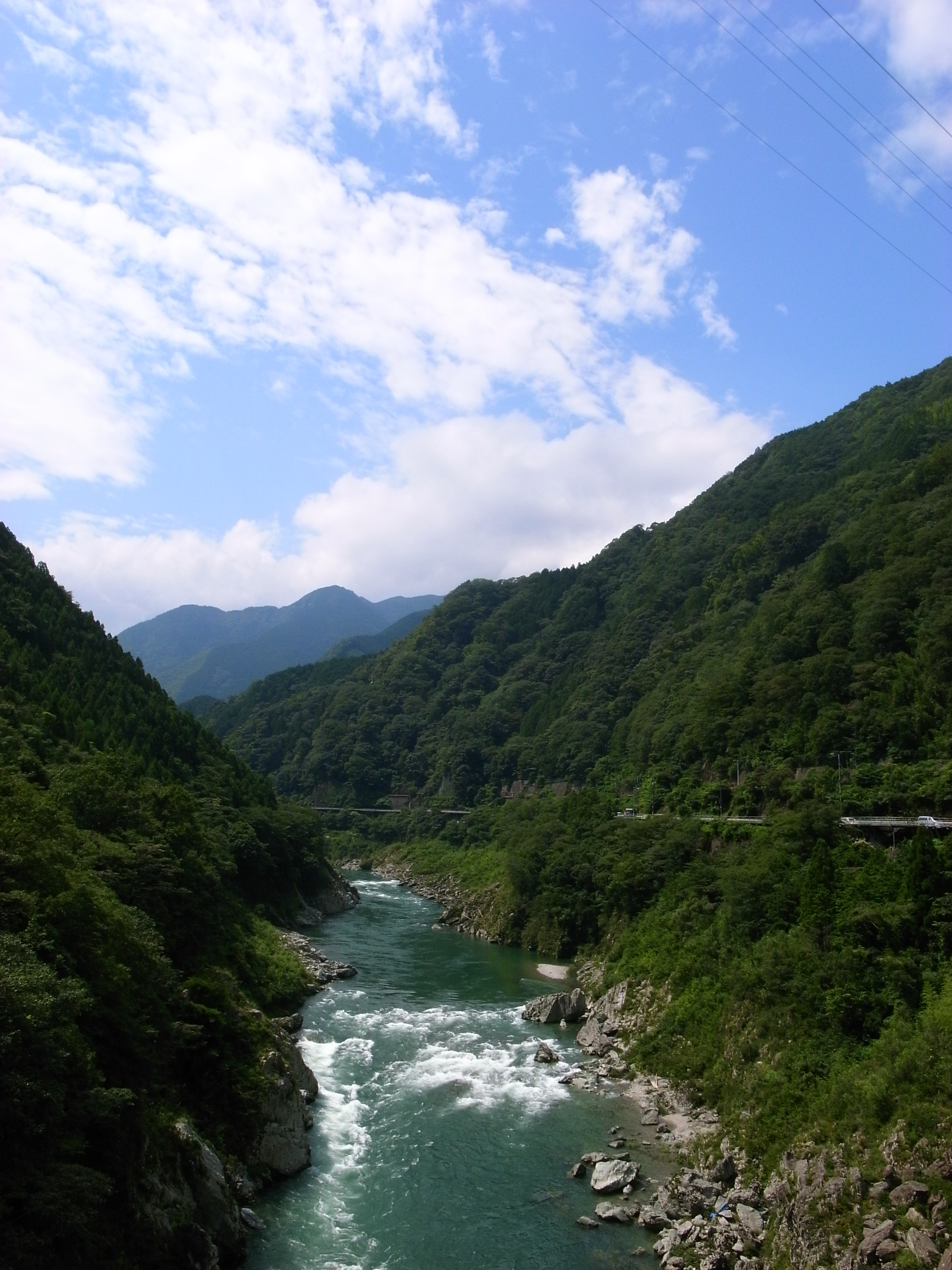
祖谷川溪谷
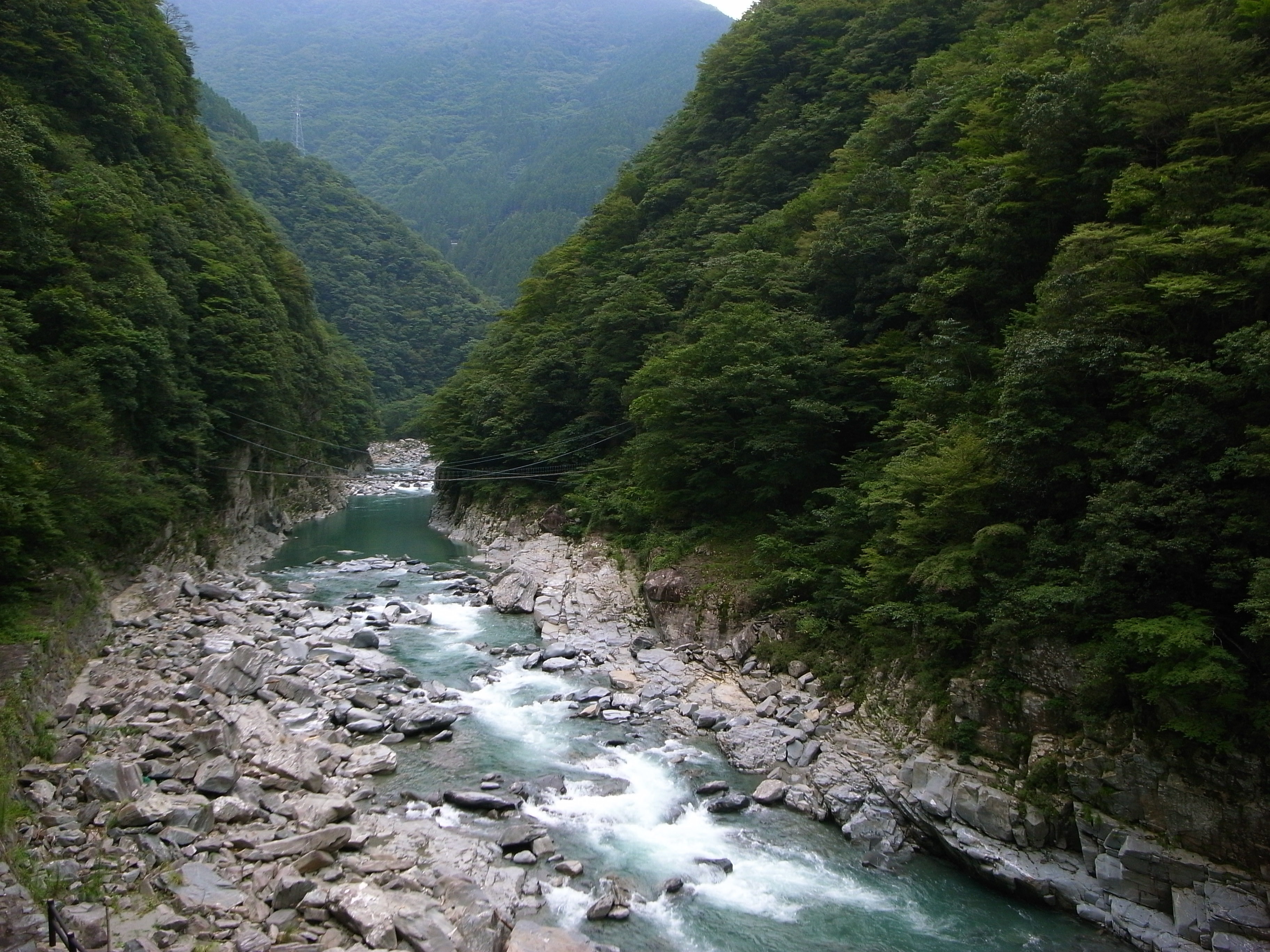
祖谷川溪谷
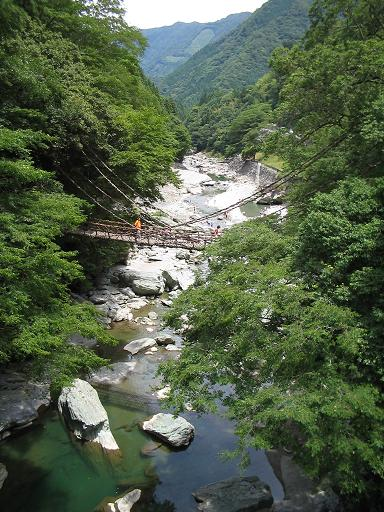
蔓橋與祖谷川溪谷